# Elmira Nikolajewna Krylatych
Elmira Nikolajewna Krylatych (russisch Эльмира Николаевна Крылатых; * 9. April 1933 in Moskau) ist eine sowjetische bzw. russische Agrarökonomin und Hochschullehrerin.

## Leben
Krylatych studierte ab 1951 an der Lomonossow-Universität Moskau (MGU) in der Ökonomie-Fakultät mit Abschluss 1956.
Es folgte die Aspirantur am Moskauer Allunionsforschungsinstitut für Agrarökonomie. Auf dem Institutsstützpunkt im Kolchos Morgendämmerung (Vorsitzender Held der Sowjetunion Kirill Orlowski) in der Mogiljowskaja Oblast entwickelte und erprobte sie eine Methodik der Berechnung der Selbstkosten der Produktion für sowjetische Kolchosen. Zum Abschluss der Aspirantur verteidigte sie 1963 an der Akademie der Wissenschaften der Weißrussischen Sozialistischen Sowjetrepublik in Minsk ihre Dissertation über die Selbstkosten der Kolchosproduktion und Wege zu ihrer Erniedrigung mit Erfolg für die Promotion zur Kandidatin der ökonomischen Wissenschaften. Darauf war sie wissenschaftliche Mitarbeiterin des Forschungsinstituts für Agrarökonomie.
Krylatych wurde 1969 Abteilungsleiterin und Vizedirektorin des neuen Moskauer Allunionsforschungsinstituts für Kybernetik des Landwirtschaftsministeriums der UdSSR. Sie verteidigte dort 1977 ihre Doktor-Dissertation über Probleme der Landwirtschaftsproduktionsplanung auf der Basis eines Systems wirtschaftsmathematischer Modelle mit Erfolg für die Promotion zur Doktorin der ökonomischen Wissenschaften.
Ab 1978 lehrte Krylatych an der MGU als Dozentin und ab 1985 als Professorin am Lehrstuhl für Organisation und Planung der Volkswirtschaft der Ökonomie-Fakultät.
Die nach Lenin benannte Sowjetische Akademie für Landwirtschaftswissenschaften (WASChNIL) berief 1989 Krylatych zur Vorsitzenden des Rats für Probleme des Agrarproduktionskomplexes beim Präsidium der WASChNIL. 1991 wurde sie Direktorin des Agrarinstituts der WASChNIL. Im selben Jahr wurde sie zum Vollmitglied der WASChNIL gewählt, die dann die Russische Akademie der Landwirtschaftswissenschaften (RASChN) wurde.
Ab 1993 leitete Krylatych den Lehrstuhl für Makroökonomie und Mikroökonomie und das Wissenschaftszentrum der Verwaltungshochschule der Akademie für Volkswirtschaft und Öffentlichen Dienst beim Präsidenten der Russischen Föderation.
Seit 1996 ist Krylatych Professorin des neuen Moskauer Allrussischen Nikonow-Instituts für Agrarprobleme und -informatik, das durch Vereinigung des Agrarinstituts und des Forschungsinstituts für Kybernetik gebildet worden war. Sie wurde 2013 zum Vollmitglied der Russischen Akademie der Wissenschaften (RAN) gewählt.